# Celia de Molina
Celia de Molina Díaz (Linares, Jaén; 31 de marzo de 1983) es una actriz, guionista y directora española conocida por protagonizar la película Cómo sobrevivir a una despedida, por ser la creadora y conductora de la webserie El antivlog, y directora de Cuarentena, cortometraje nominado a los Premios Goya 2025 a mejor cortometraje de ficción. 

## Biografía
Celia de Molina nació el 31 de marzo de 1983 en Linares, Jaén, pero se crio en Granada. Es la hija de Agustín de Molina Ortega y Emilia Díaz Quero. Es la hermana mayor de la actriz, Natalia de Molina. Tiene dos hermanas mayores, Isabel De Molina y Emilia De Molina. Se licenció en la Escuela Superior de Arte Dramático de Sevilla y Málaga en 2007 y ha realizado diversos cursos de formación, tanto de interpretación como de danza y canto.

## Carrera
Ha desarrollado la mayor parte de su carrera como actriz en el teatro. En 2010 creó el espacio teatral Garaje Lumière en Madrid, el cual dirigió y desempeñó el papel de directora artística durante tres años.
Su debut en televisión fue con un pequeño papel episódico en la serie de Canal Sur Arrayán. También la hemos podido ver en series como Anclados, Yo quisiera o Cuerpo de Élite con personajes episódicos. En 2018 participó como secundaria en la serie "Lontano da te", en el elenco participan actores como Megan Montaner, Pepón Nieto y Rosario Pardo, entre otros.
En el cine ha tenido diversas incursiones cómo actriz secundaria. Su gran oportunidad le llegó en 2015 cuando protagonizó la película Cómo sobrevivir a una despedida de la directora Manuela Burló Moreno. En dicha cinta compartió elenco con su hermana Natalia de Molina, Úrsula Corberó, Brays Efe y María Hervás.
En 2016 crea y protagoniza la webserie El antivlog que se puede ver en Filmin. Se trata de una crítica del mundo vlogger en clave de humor. En El Antivlog participan J.A Bayona, Úrsula Corberó o Natalia de Molina, entre otros.
En 2017 empieza a colaborar en el espacio de humor dirigido por Andreu Buenafuente, Late motiv, emitido en el canal de pago #0. También ese año participa en la segunda temporada de la serie El fin de la comedia, protagonizada por el cómico Ignatius Farray.
Actualmente desarrolla lo que será su primer largometraje como guionista y directora "No es universal" en las Residencias de la Academia de Cine y en 2024 se alza con el primer premio a mejor proyecto de largometraje en Abycine Lanza.
En 2024, hizo el guion de Invisible, miniserie de Paco Caballero para Disney+, basada en la novela homónima de Eloy Moreno. 
Su primer corto como directora, (2024) Cuarentena, protagonizado por Andrea Ros y Natalia de Molina,  fue nominado a los Premios Goya 2025 a mejor cortometraje de ficción.

## Filmografía

### Largometrajes
| Año  | Título original                            | Director/a               | Personaje |
| ---- | ------------------------------------------ | ------------------------ | --------- |
| 2009 | Madre amadísima                            | Pilar Távora             | Celia     |
| 2013 | Temporal                                   | José Luis López González | Jenifer   |
| 2015 | Cómo sobrevivir a una despedida            | Manuela Burló Moreno     | Gisela    |
| 2016 | Marica tú                                  | Ismael Núñez             | Charuca   |
| 2019 | ¿A quién te llevarías a una isla desierta? | Jota Linares             | Celia     |
| 2021 | El Cover                                   | Secun de la Rosa         | Amanda    |

### Televisión
| Año       | Serie                     | Cadena         | Personaje         | Notas        |
| --------- | ------------------------- | -------------- | ----------------- | ------------ |
| 2015      | Anclados                  | Telecinco      | Carolina González | 1 episodio   |
| 2016-2017 | El antivlog               | Flooxer        | Celia             | 12 episodios |
| 2017      | El fin de la comedia      | Comedy Central | Ella misma        | 1 episodio   |
| 2018      | Cuerpo de élite           | Antena 3       | Loli García       | 1 episodio   |
| 2018      | Yo quisiera               | Divinity       | Celia             | 1 episodio   |
| 2018      | Gente hablando            | Flooxer        | Marta             | 1 episodio   |
| 2018      | Pequeñas coincidencias    | Prime Video    | Cuñada de Javi    | 1 episodio   |
| 2019      | Terror y feria            | Flooxer        | Rosa Mari Lifante | 1 episodio   |
| 2020      | Lejos de ti               | Telecinco      | Anna              | 7 episodios  |
| 2021      | El Vecino                 | Netflix        | Greta             | 3 episodios  |
| 2021      | Reyes de la noche         | Movistar       | Concha            | 6 episodios  |
| 2023      | Urban. La vida es nuestra | Prime Video    | Eva               | 6 episodios  |
| 2025      | La vida breve             | Movistar Plus+ | Cortesana         |              |

### Programas de televisión
| Año             | Título original  | Cadena | Notas        |
| --------------- | ---------------- | ------ | ------------ |
| 2017            | Late motiv       | #0     | Colaboradora |
| 2018 - presente | La hora YouTuber | Los 40 | Colaboradora |

## Vida personal
Mantiene una relación con el italiano Francesco Pozzi con quien tiene un hijo.